# حزب ديمقراطي اشتراكي
الحزب الديمقراطي الاشتراكي (Sosyalist Demokrasi Partisi, SDP) هو حزب اشتراكي في تركيا. وكان معظم أعضائه سابقًا في التجمع المعارض في حزب الحرية والتضامن, وسُمي باسم Sosyalist Eylem Platformu (منهاج العمل الاشتراكي). ودافعوا عن علاقات أوثق مع حزب الشعب الديمقراطي المؤيد الكردي واليسار الراديكالي وقاموا بحملة ضد الخصخصة وعضوية الاتحاد الأوروبي. وكان يتم اعتبار وجهات نظرهم «متحفظة جدًا» من قبل معظم الأحزاب التابعة لحزب الحرية والتضامن وتركوا الحزب عام 2001.
تأسس الحزب الديمقراطي الاشتراكي عام 2002، ولم يخض انتخابات عام 2002 و2004 لكنه أيد التحالفات الانتخابية اليسارية. وفي صيف 2005، أعلن عن منتدى اشتراكي للمفاوضات من أجل توحيد أوسع، والذي أثبت عدم جدواه. وفي انتخابات 2007 أعلن الحزب دعمه للمرشحين المستقلين من حزب المجتمع الديمقراطي. ويعد أكين بيردال، الذي انتُخب عضوًا في البرلمان عام 2007، هو الرئيس الفخري للحزب الديمقراطي الاشتراكي.
وبعد نزاع داخلي كبير، استقال عدد من الأعضاء المؤسسين، بما فيهم ميهري بيللي، وهو اسم مرموق في اليسار التركي، عام 2008. وفي عام 2009، أعلنت فيليز كوشالي، وهي الأنثى الوحيدة في حزب رئيس تركيا في ذلك الوقت، استقالتها واستمر نشاط الحزب من أجل الاشتراكية.